# Rochester, Ohio
Rochester là một làng thuộc quận Lorain, tiểu bang Ohio, Hoa Kỳ. Năm 2010, dân số của làng này là 182 người.

## Dân số
- Dân số năm 2000: 190 người.
- Dân số năm 2010: 182 người.